# ジウソン・ゴメス・ド・ナシメント
ジウソン（Gilson）ことジウソン・ゴメス・ド・ナシメント（ポルトガル語: Gilson Gomes do Nascimento、1986年5月15日 - ）は、ブラジルのサッカー選手。ポジションはDF。

## クラブ歴
2012年にクルゼイロECに加入。同年にECヴィトーリアに期限付き移籍したのを皮切りに、クリシューマEC、アメリカ・ミネイロに期限付き移籍。2015年4月20日に年末までの期限付き移籍でAAポンチ・プレッタに期限付き移籍。10月24日に完全移籍での仮契約を締結し、2016年に完全移籍で加入した。

## タイトル
ボタフォゴ
- カンピオナート・カリオカ: 2018